# Rodeio
Rodeio är en kommun i Brasilien.   Den ligger i delstaten Santa Catarina, i den södra delen av landet, 1 200 km söder om huvudstaden Brasília. Antalet invånare är 10 914.
I omgivningarna runt Rodeio växer i huvudsak städsegrön lövskog. Runt Rodeio är det ganska tätbefolkat, med 80 invånare per kvadratkilometer.